# Olympische Sommerspiele 2000/Teilnehmer (Namibia)
| Gelbes Symbol für Goldmedaillen mit stilisierten Olympischen Ringen | Graues Symbol für Silbermedaillen mit stilisierten Olympischen Ringen | Braundes Symbol für Bronzemedaillen mit stilisierten Olympischen Ringen |
| ------------------------------------------------------------------- | --------------------------------------------------------------------- | ----------------------------------------------------------------------- |
| —                                                                   | —                                                                     | —                                                                       |

Namibia nahm an den Olympischen Sommerspielen 2000 in der australischen Metropole Sydney mit elf vom Namibischen Nationalen Olympischen Komitee ernannten Athleten in sechs Sportarten teil.
Seit 1992 war es die dritte Teilnahme des afrikanischen Staates an Olympischen Sommerspielen. 

## Flaggenträger
Der Boxer Ali Nuumbembe trug die Flagge Namibias während der Eröffnungsfeier im Stadium Australia.

## Teilnehmer nach Sportart

### Boxen
- Paulus Ali Nuumbembe
Herren, Weltergewicht

### Leichtathletik
- Sherwin Vries
Herren, 100 Meter

- Christie van Wyk
Herren, 200 Meter

- Willie Smit
Herren, 400 Meter Hürden

- Stephan Louw
Herren, Weitsprung

- Luketz Swartbooi
Herren, Marathon

- Elizabeth Mongudhi
Damen, Marathon

### Radsport
- Mannie Heymans
Herren, Mountainbike: 2:20:31,94 h, Platz 26

### Schießen
- Friedhelm Sack 
Herren

### Schwimmen
- Jörg Lindemeier
Herren, 100 Meter Brust: 1:05,25 min, Platz 49

### Turnen
- Gharde Geldenhuys